# Xerocrassa muehlfeldtiana
Xerocrassa muehlfeldtiana is een slakkensoort uit de familie van de Hygromiidae. De wetenschappelijke naam van de soort is voor het eerst geldig gepubliceerd in 1837 door Rossmassler.